# STS-74
STS-74 e седемдесет и третата мисия на НАСА по програмата Спейс шатъл и петнадесети полет на совалката Атлантис. Това е четвърти полет по програмата Мир-Шатъл и второ скачване на совалката с орбиталната станция Мир. Основната задача на мисията е доставка на Скачващия модул за станцията "Мир".

## Екипаж
| Пост                    | Астронавт                                      |
| ----------------------- | ---------------------------------------------- |
| Командир                | Кенет Камерън трети космически полет           |
| Пилот                   | Джеймс Халсъл втори космически полет           |
| Специалист на мисията 1 | Кристофър Хадфийлд(CSA) първи космически полет |
| Специалист на мисията 2 | Джери Рос пети космически полет                |
| Специалист на мисията 3 | Уилям Макартър втори космически полет          |

## Полетът
Совалката успешно стартира и излиза на разчетната орбита на първия ден от полета. На втория ден екипажът подготвя совалката и полезния товар за скачване с орбиталната станция. Полезният товар представлява т. нар. "Скачващ модул" за скачване на совалките с орбиталния комплекс, предвидено да се скачи с модула "Кристал". На третия ден (14 ноември)се пристъпва и към самото скачване. Скачващия модул се присъединява първоначално към совалката и е осъществено с помощта на манипулатора Канадарм. Астронавтите Джери Рос и Уилям Макартър са облечени в скафандри и в готовност за аварийно излизане в открития космос при нужда. На следващия ден е осъществено и основното скачване вече за космическата станция „Мир“. Съвместния полет на екипажа на совалката, заедно с този на Основна експедиция 20 на станцията в състав Юрий Гидзенко и Сергей Авдеев от Русия и Томас Райтер от ЕКА е с продължителност малко над 3 денонощия. По това време от совалката на станцията се прехвърлят вода, консумативи и оборудване, включително и два нови слънчеви панела, а обратно се товарят различни проби от извършени експерименти и продукти, произведени на станцията. На 18 ноември совалката се отделя от станцията, а „Скачващия модул“ остава постоянно в състава на орбиталния комплекс до неговото обратно навлизане в плътните слоеве на атмосферата през 2001 г.

## Параметри на мисията
- Маса:
  - При старта: 112 358 кг
  - При кацането: 92 701 кг
  - Полезен товар: 6134 кг
- Перигей: 391 км
- Апогей: 396 км
- Инклинация: 51,6°
- Орбитален период: 92.4 мин

Скачване с „Мир“
- Скачване: 15 ноември 1995, 06:27:38 UTC
- Разделяне: 18 ноември 1995, 08:15:44 UTC
- Време в скачено състояние: 3 денонощия, 1 час, 48 минути, 6 секунди.

## Галерия
- Стартът на совалката
- Поглед към скачващия модул, скачен за совалката, преди скачването с „Мир“
- Окончателната конфигурация на орбиталния комплекс „Мир“
- Поглед към скачената совалка откъм станцията
- Краят на мисия STS-74